# يوفال شارون
يوفال شارون (بالإنجليزية: Yuval Sharon)‏ هو مخرج أمريكي، ولد في القرن العشرين في نابرفيل في الولايات المتحدة.

## وصلات خارجية
- الموقع الرسمي